# کاراکچیلی
کاراکچیلی (به ترکی استانبولی: Karakeçili) یک منطقهٔ مسکونی در ترکیه است که در استان قرق‌قلعه واقع شده‌است. کاراکچیلی ۸۳۸ متر بالاتر از سطح دریا واقع شده‌است.